# جايسون كرامر
جايسون كرامر (بالإنجليزية: Jason Kramer)‏ هو مقدم برامج إذاعية أمريكي، ولد في 13 سبتمبر 1970.

## وصلات خارجية
- جايسون كرامر على موقع IMDb (الإنجليزية)